# Palahueques
Los Palahueques fueron un pueblo indígena del actual estado de Tamaulipas que habitó el curso medio del río Tamesí y pertenecían a la etnia de los Tamaulitecos, estaban estrechamente relacionados con los Olive y los Janambres. Se intentó evangelizarlos en la misión de Horcasitas pero se sublevaron en 1776, ello causó que el gobernador Vicente Gonzalez Santianes los combatiera con dureza hasta hacerlos rendirse. Al rendirse éstos pidieron misericordia a lo que se les apremió de forma positiva con la condición de asentarse en paz dentro de dicha misión.
Sin embargo los palahueques no pudieron mantenerse y volvieron a sublevarse en 1782 y 1783. En la primera en acompañamiento de los pintos y en la segunda en acompañamiento de los hipolitos. Después de esta ocasión se sabe que se refugiaron en la sierra y no se supo nada de ellos.